# 孫元一級潜水艦
孫元一級潜水艦 (ソン・ウォンイルきゅうせんすいかん、英語: Son Won-il-class submarine) は韓国海軍の通常動力型潜水艦の艦級。ドイツの214型潜水艦シリーズに属し、韓国型潜水艦第2段階（KSS-II）計画に基づいて建造された。

## 来歴
韓国海軍は1970年代に特殊潜航艇を取得したのち、1980年代より本格的潜水艦の取得計画に着手し、その第1段階（KSS-I）としては西ドイツの209型潜水艦が選定された。同型は3隻ずつを1つのバッチとして3バッチが発注され、張保皐級潜水艦として、1993年から2001年までに計9隻が就役した。
ホヴァルツヴェルケ＝ドイツ造船（HDW）のキール造船所で1番艦「張保皐」を建造する際には大宇造船海洋（DSME）の技術者たちが派独されて建造技術を学び、2・3番艦はドイツから送られたパッケージを同社の玉浦造船所で組み立てるかたちで建造されており、以後のバッチでも同様の形態でDSMEが国内建造を行った。これにより、潜水艦の乗員を養成して運用法を確立するとともに、建造技術をも習得して、真の潜水艦運用能力の獲得にむけて踏み出した。
1995年4月1日、安炳泰大将が海軍参謀総長に就任するにあたり、要望事項として掲げたのが「外洋海軍建設準備」であった。このためにはより有力な潜水艦が必要と考えられ、潜水艦取得計画の第2段階（KSS-II; 張保皐-II）が推進されることとなった。
KSS-II計画でも海外の設計に基づく艦を国内で建造する方針とされており、ドイツHDW社の214型潜水艦とフランスDCN社のスコルペヌ型潜水艦が俎上に載せられ、激しい競争が行われたが、最終的に209型の運用実績が評価されて、同系列の設計である214型が採択された。また建造者についても、当初は張保皐級の建造を担当したDSMEの随意契約として進められる予定だったが、現代重工業（HHI）が潜水艦事業への参加意志を表明したことから競争入札が行われ、HHIが事業権を獲得、2000年に3隻の建造契約が締結された。その後、2006年10月の第8回防衛事業推進委員会で6隻の追加発注が決定されるとともに、こちらについてはHHIとDSMEが1隻ずつ交互に契約を締結することとされた。

## 設計
上記の経緯より、本級は、HDWの214型潜水艦の設計に基づいており、燃料電池による非大気依存推進（AIP）システムの搭載を特徴とする。HDW社の燃料電池AIP搭載艦としては既に212A型があったが、212A型はドイツ海軍向けに一から設計されたのに対して、214型は209型の発展型と位置付けられる。例えば潜舵は、212A型では前舵をセイルに設置、後舵をX字型の配置としていたのに対し、214型では前舵をセイル前方の上部構造物上端部に配置、後舵も縦舵と横舵の組み合わせとなり、いずれも209型と同様の設置形態となった。船質も、軍機である非磁性鋼は採用せず、異なる材質とされるなど、意図的にダウングレードされた面がある。ただしセイルの基部は、上部構造物の外形に沿って整流を施すなど、212A型と同様の方式となった。
本級は10パーセントの予備浮力を有し、最大潜航深度400メートルとされる。ただし初期建造艦3隻は、セイルと上甲板を固定するボルトの緩みや折損の問題が生じ、2010年に一度運航停止となった。これはHDWの設計で指定されたものとは異なるボルトが使用されたためとされる。
機関はディーゼル・エレクトリック方式を基本としつつ、非大気依存推進（AIP）システムを搭載する方式である。ディーゼルエンジンとしてはMTU 16V 396 SE84を2基搭載しており、発電機の出力はそれぞれ1,000キロワット強とされる。電動機はシーメンス社製で、PERMASYN（Permanent Magnet Synchronous）永久磁石同期電動機を搭載しており、出力3,875馬力を発揮できる。
AIPシステムもシーメンス社製で、BZM120固体高分子形燃料電池（PEM）を用いて出力120キロワットのシステムを2基搭載する。燃料電池のための酸素は液体酸素、水素は水素吸蔵合金を使用して保有しており、これらのタンクは船体中央部の内殻下部に設置されている。このAIPシステムにより、本級は海上に浮上することなく、およそ2週間にわたって潜航状態での行動を継続できる。ただし初期建造艦3隻は燃料電池の突然の停止の問題に悩まされ、海軍への引き渡し前に93回、引き渡し後にも102回の意図しない停止を生じ、部隊の運用に深刻な悪影響を与えた。また航走雑音の大きさも問題になった。

## 装備
ISUS-90-61統合戦闘システムを搭載しており、潜水艦情報処理装置は300個以上の目標情報を処理することができる。ソナーとしては、張保皐級のCSU-83では艦首に中周波の円筒形アレイ（CAS）しか持たなかったのに対し、ISUS-90-61では低周波までカバーする船体側面の平面アレイ（FAS）と曳航アレイ（TASS）が追加されており、格段に能力が向上している。
兵装については、艦首に533mm魚雷発射管8門を備える点は張保皐級と同様である。しかし本級では魚雷再装填装置と魚雷積載ハッチが設置され、魚雷再装填と積載時間が短縮され、魚雷搭載数も14発から16発に増大した。発射方式は、魚雷などはスイムアウト方式、ミサイルは圧縮空気式である。
本級では、張保皐級では最後3隻にしか付与されていなかったハープーン対艦ミサイルの運用能力が全艦に付与されたほか、対地用の海星-3の運用にも対応した。これによって戦略的任務にまで対応可能となったことは、韓国海軍の潜水艦部隊が第9潜水艦戦団から潜水艦司令部へと昇格する原動力となった。

## 同型艦一覧
| #      | 艦名                 | 建造所       | 起工        | 進水           | 就役            |
| ------ | -------------------- | ------------ | ----------- | -------------- | --------------- |
| SS-072 | 孫元一 Son Won-il    | 現代重工業   | 2002年 10月 | 2006年 6月9日  | 2007年 12月27日 |
| SS-073 | 鄭地 Jeong ji        | 現代重工業   | 2004年      | 2007年 6月13日 | 2008年 12月2日  |
| SS-075 | 安重根 An Jung-geun  | 現代重工業   |             | 2008年 6月4日  | 2009年 12月1日  |
| SS-076 | 金佐鎮 Kim Chwa-chin | 大宇造船海洋 | 2009年      | 2013年 8月13日 | 2014年 12月30日 |
| SS-077 | 尹奉吉 Yoon Bong-gil | 現代重工業   | 2010年      | 2014年 7月3日  | 2016年 6月21日  |
| SS-078 | 柳寛順 Ryu Gwan-sun  | 大宇造船海洋 | 2011年      | 2015年 5月7日  | 2017年 7月10日  |
| SS-079 | 洪範図 Hong Beom-do  | 現代重工業   | 2012年      | 2016年 4月5日  | 2018年 1月23日  |
| SS-081 | 李範奭 Lee Beom-seok | 大宇造船海洋 | 2013年      | 2016年 11月8日 | 2019年 5月13日  |
| SS-082 | 申乭石 Shin Dol-seok | 現代重工業   | 2014年      | 2017年 9月7日  | 2020年 1月31日  |